# Rafael Guerra del Río
Rafael Guerra del Río (Las Palmas de Gran Canaria, 27 de abril de 1885-Madrid, 2 de noviembre de 1955) fue un político y abogado español.

## Biografía
Nació el 27 de abril de 1885 en Las Palmas de Gran Canaria, en el seno de una familia burguesa adinerada, siendo hijo de Domingo Guerra y Rodríguez, magistrado de profesión, además de ser gobernador civil de Cuenca, y de Remedios del Río y de Lugo. Fue hermano de Domingo Guerra del Río, también político y primer alcalde de Las Palmas de Gran Canaria durante la II República. Estudia en Barcelona donde fue redactor de La Rebeldía; además, fundará y dirigirá Revolución. En 1915 presidirá la Juventud Radical del Camp de l’Arpa. Desde este puesto se convirtió en el líder de las Juventudes del Partido Republicano Radical de Lerroux. Se dedicará a defender a los radicales implicados en los hechos revolucionarios y sindicalistas. Elegido diputado provincial por Barcelona en 1911 y concejal en 1917.
En 1919 presidirá la Junta Local de Reformas Sociales y actuará de mediador en el conflicto de la huelga de La Canadiense. Fue procesado por haber protestado por la neutralidad española durante la Primera Guerra Mundial, lo que le valió el destierro de Barcelona.
Diputado a Cortes por la circunscripción de Canarias en las elecciones de 1920 y 1923, con la proclamación de la Segunda República volvió a ser elegido parlamentario en las elecciones de 1931, 1933 y 1936 por la circunscripción de Las Palmas. Cabe destacar su papel fundamental en la proclamación de la Segunda República en Las Palmas.
Fue el portavoz del grupo parlamentario del Partido Republicano Radical en las Cortes Constituyentes. En el debate de totalidad del proyecto de Constitución para la nueva República intervino para decir que su partido apoyaba en general el proyecto presentado por la Comisión de Constitución, pero discrepaba en algunos puntos importantes, como que las Cortes fueran unicamerales ("la minoría radical sostiene el sistema bicameral"), que se disolvieran las órdenes religiosas (las órdenes debían ser sometidas a una ley especial) o la "socialización" de la propiedad (cualquier expropiación por parte del Estado tendría que ser siempre mediante indemnización). Acabó su intervención diciendo:

Quizá muchos queridos correligionarios, republicanos no afiliados a nuestro partido radical, sospecharán que en esta postura de esta minoría, de este partido radical, hay más o menos espíritu de derecha. Yo declaro que a mí eso, en estos momentos no me preocupa absolutamente nada. (...) Cuando hablamos de esta futura Constitución, no pensamos más que en una cosa; que vamos a fabricar un hogar para todos los españoles; que nosotros hemos sido republicanos como lo fueron los de Francia y lo fueron los de Italia, uniendo en una misma acepción las dos palabras, patriota y republicano. Eramos republicanos porque queríamos a España; ahora que tenemos la República, queremos la República para todos los españoles. He dicho.

Miembro del Partido Republicano Radical, fue ministro de Obras Públicas en los sucesivos gobiernos que, entre el 12 de septiembre de 1933 y el 4 de octubre de 1934, presidieron Lerroux, Martínez Barrio y Ricardo Samper. Entre el 3 de abril y el 6 de mayo de 1935 volvería a ocupar la cartera de Obras Públicas en el gabinete que nuevamente presidiría Lerroux.
En las elecciones de 16 de febrero de 1936 fue uno de los cuatro radicales que obtuvieron el acta de diputado. Durante la guerra civil fue leal a la República y asistió a las sesiones de Cortes.
Vivió exiliado en Francia de 1939 a 1946. Ese año regresó a España, si bien abandonó toda actividad política, dedicándose a la abogacía.